# Dipseudopsis violacea
Dipseudopsis violacea là một loài Trichoptera trong họ Dipseudopsidae. Chúng phân bố ở vùng nhiệt đới châu Phi.